# 社會服務令
社會服務令（英語：Community service order）是普通法地區如英國和香港的一種刑罰，為替代監禁的一項判刑選擇。社會服務令既有懲罰的成份，也有使違法者改過自新的作用。

## 歷史
1984年11月23日，香港立法局正式通過香港法例第378章《社會服務令條例》，確立社會服務令的合法地位。但香港真正開始實行社會服務令，要到1987年1月1日，社會福利署開始在香港其中3間裁判法院（中央/灣仔裁判法院、觀塘裁判法院、荃灣裁判法院）進行為期2年的試驗計劃。經過檢討後，社會服務令於1992年11月16日起擴展到香港所有裁判法院，並於1998年5月19日起，引進區域法院和高等法院的原訟法庭及上訴法庭。

## 工作內容
根據《社會服務令條例》的規定，假如違法者年滿14歲，並被裁定觸犯可判監禁的罪行，法庭可以考慮就該罪行判處社會服務令。社會服務令是要求違法者在12個月內從事不超過240小時（視乎法庭判決）的無薪社會服務工作，並可代替或附加於其他判決（除了感化令之外）。法庭在判處社會服務令之前，社會福利署的感化主任須向法庭提交有關違法者的背景調查報告，以及評估違法者是否適合接受社會服務令的報告。這樣可確保違法者適合進行社會服務工作，以及有合適工作可提供予違法者，並在得到違法者的同意下，才判處社會服務令。
所有被法庭判處社會服務令的案件，均會轉介到社會福利署轄下的社會服務令辦事處跟進。接受社會服務令的違法者，需要按社會福利署的指示，在署方監督下，進行若干的無薪社會服務工作，大多數在醫院、學校、老人院等社會機構內進行，例如在醫院照顧病患、學校翻新工程、製作新機構用具、清潔、植樹及教授興趣班等。署方也會在工作期間向違法者作出指導及提供技術支援。

## 意義
社會服務令不但可以協助違法者改過自新，也具有補償社會的功能。違法者因為需要履行社會服務，導致其活動會受到限制，也剝奪了部份自由時間，因此構成了懲罰。在進行社會服務的過程，違法者可以學習到循規守法的重要性，並積極改善自己的行為，也擴闊其視野，亦促進自重和積極的生活方式。相對於進行監禁，社會服務令不但讓違法者繼續在社區內生活，還能夠無償服務社區。

## 應用
社會服務令通常應用於青少年觸犯的罪案上。這除了使對青少年違法者的前途影響相對較低外，社會服務令也可以使他們培養自律，並在具啟導作用的監督下做有意義的工作。
雖然坊間普遍認為社會服務令是一個寬鬆的的判刑，但上訴法庭曾清楚表明不應視社會服務令為「較輕程度刑罰」。